# 謝麗爾·斯圖德
谢丽尔·斯图德（英語：Cheryl Studer，1955年10月24日—），著名戏剧女高音歌唱家，她曾在欧洲和美国所有世界顶级歌剧院演出超过80个歌剧角色，如阿依达、茶花女、夜后、莎乐美等，世界顶级的歌剧院包括奥地利维也纳国家歌剧院、意大利米兰斯卡拉歌剧院、法国巴黎歌剧院、英国伦敦考文特花园的皇家歌剧院和美国纽约大都会歌剧院，德国柏林歌剧院。她曾多次在亚洲演出，如在中国北京紫禁城举办的北京音乐节，香港个人音乐会等。至今2018年为止，她已经在国际舞台活跃42年。
谢丽尔·斯图德出生于美国，曾在美国坦格活德音乐中心和维也纳音乐与表演艺术大学跟随汉斯·霍特（Hans Hotter）学习声乐。自1985年，谢丽尔·斯图德在德国拜罗伊特音乐节上以伊丽莎白的角色在瓦格纳歌剧《唐怀瑟》演绎之后，她又相继在德国巴伐利亚国家歌剧院及德国柏林歌剧院演绎歌剧《罗恩格林》的艾丽莎，《漂泊的荷兰人》的塞塔和《女武神》的西格林德角色，并且取得了巨大的成功。1989年，她参加奥地利萨尔斯堡音乐节，参演的角色有：歌剧《厄勒克特拉》的克律索弥斯，《玫瑰骑士的》的元帅夫人，歌剧《依多美尼欧》的埃拉克特拉和《费德里奥》的利奥诺拉。
谢丽尔·斯图德也是一位国际性的音乐会歌唱家，比如她在所有音乐大都会中演唱施特劳斯的《最后四首歌曲》在国际上受到追捧。她还参与了100多个唱片和音乐录像制作，比如德意志留声机公司录制的与帕瓦罗蒂共同演绎的《茶花女》，与多明戈的《奥泰罗》等。谢丽尔·斯图德还囊括了多个国际大奖，包括，玛丽亚·卡拉丝大奖，两个美国格莱美音乐奖，富特文格勒奖。谢丽尔·斯图德在德国、美国、意大利、西班牙、希腊、中国、韩国都成功地举办过大师班，她现任德国维尔茨堡音乐学院声乐教授，也是中国中央音乐学院名誉教授。